# Sfingolipidosi
Con il termine sfingolipidosi si designano tutte quelle malattie monogeniche autosomiche recessive, caratterizzate dall'accumulo lisosomiale di gangliosidi, una classe di lipidi. Le più note tra esse sono la malattia di Gaucher, la malattia di Tay-Sachs, la Malattia di Fabry e la malattia di Niemann-Pick.